# Primula tosaensis
Primula tosaensis är en viveväxtart som beskrevs av Ryôkichi Ruôkichi Yatabe. Primula tosaensis ingår i släktet vivor, och familjen viveväxter. Utöver nominatformen finns också underarten P. t. brachycarpa.

## Bildgalleri

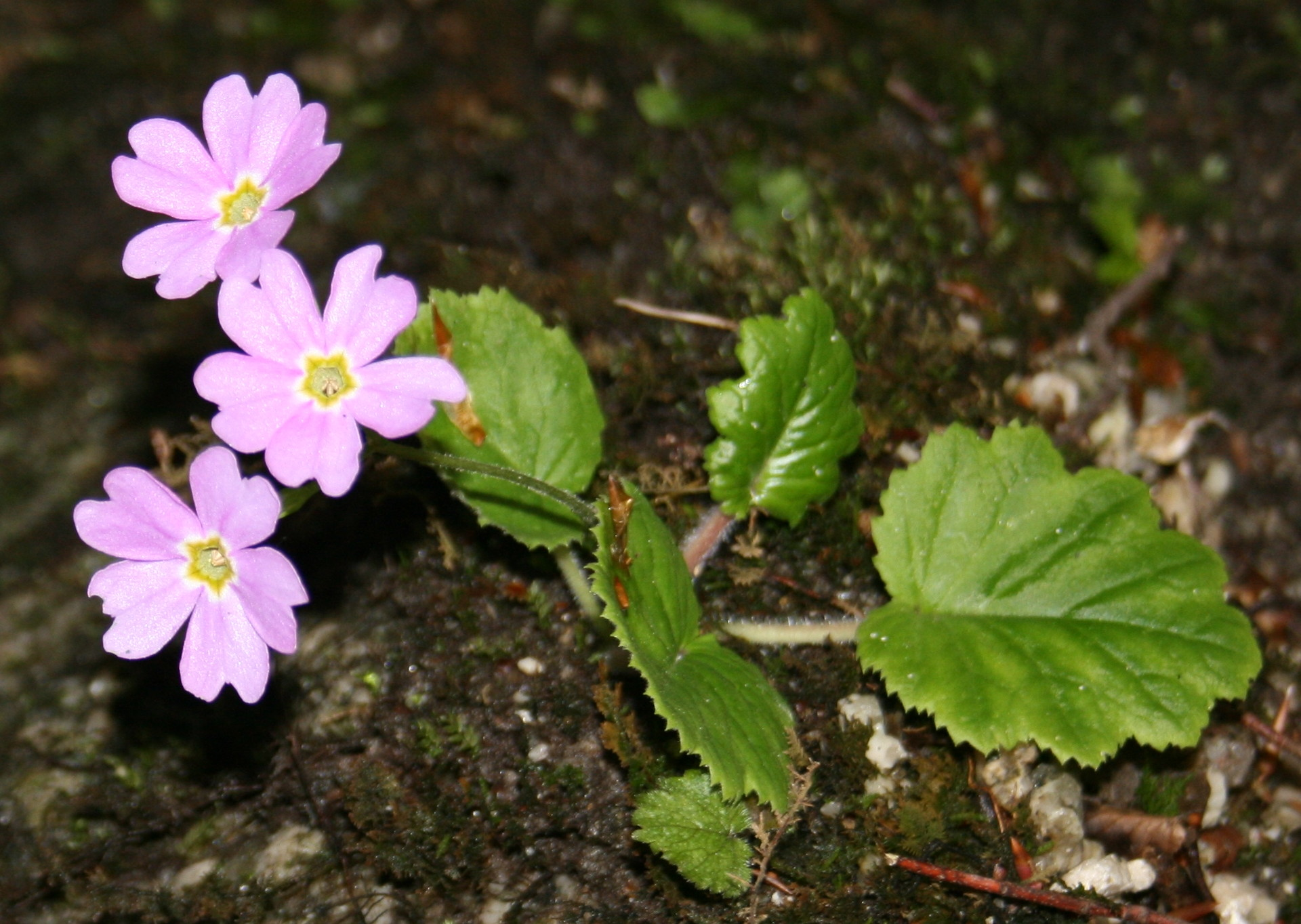
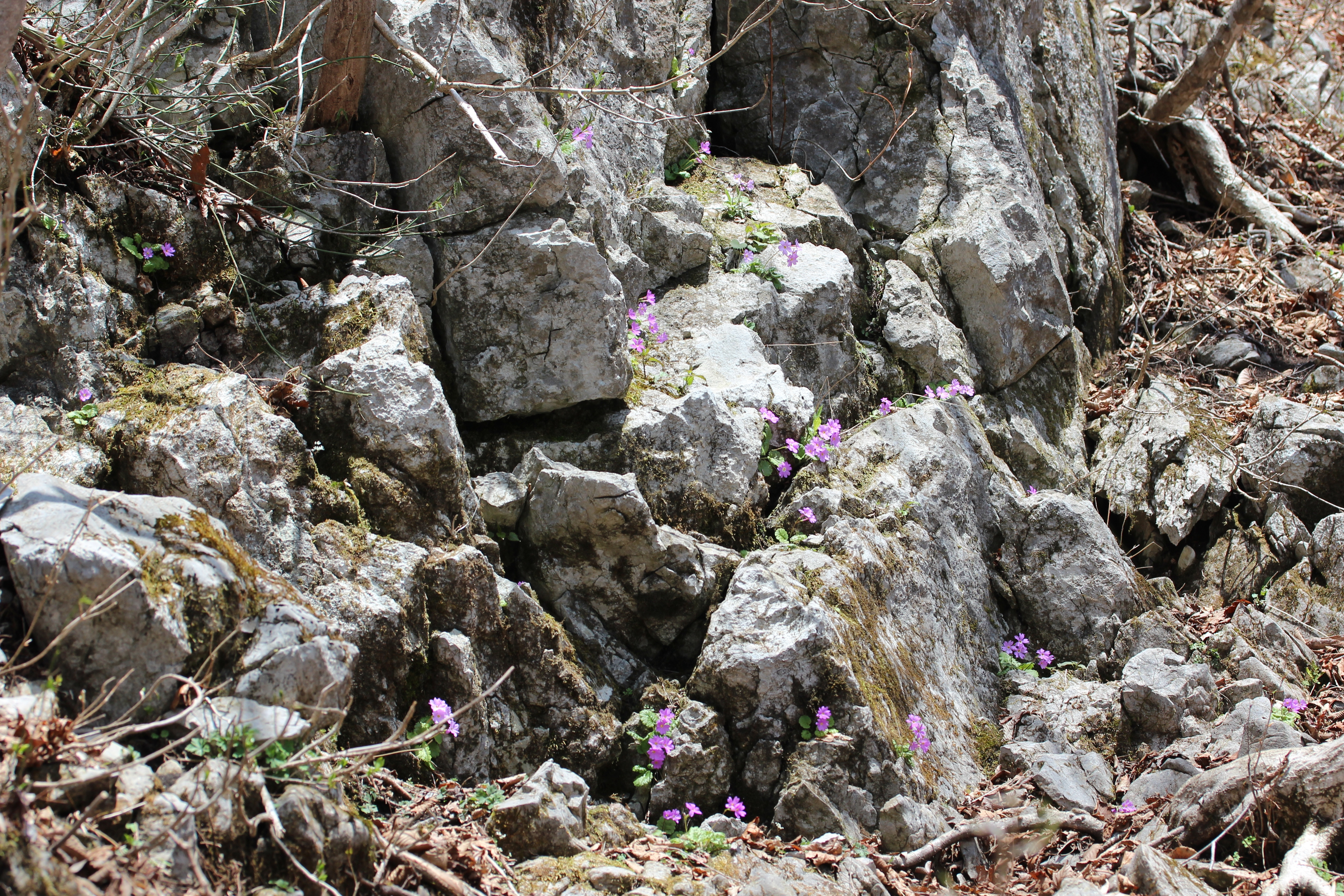
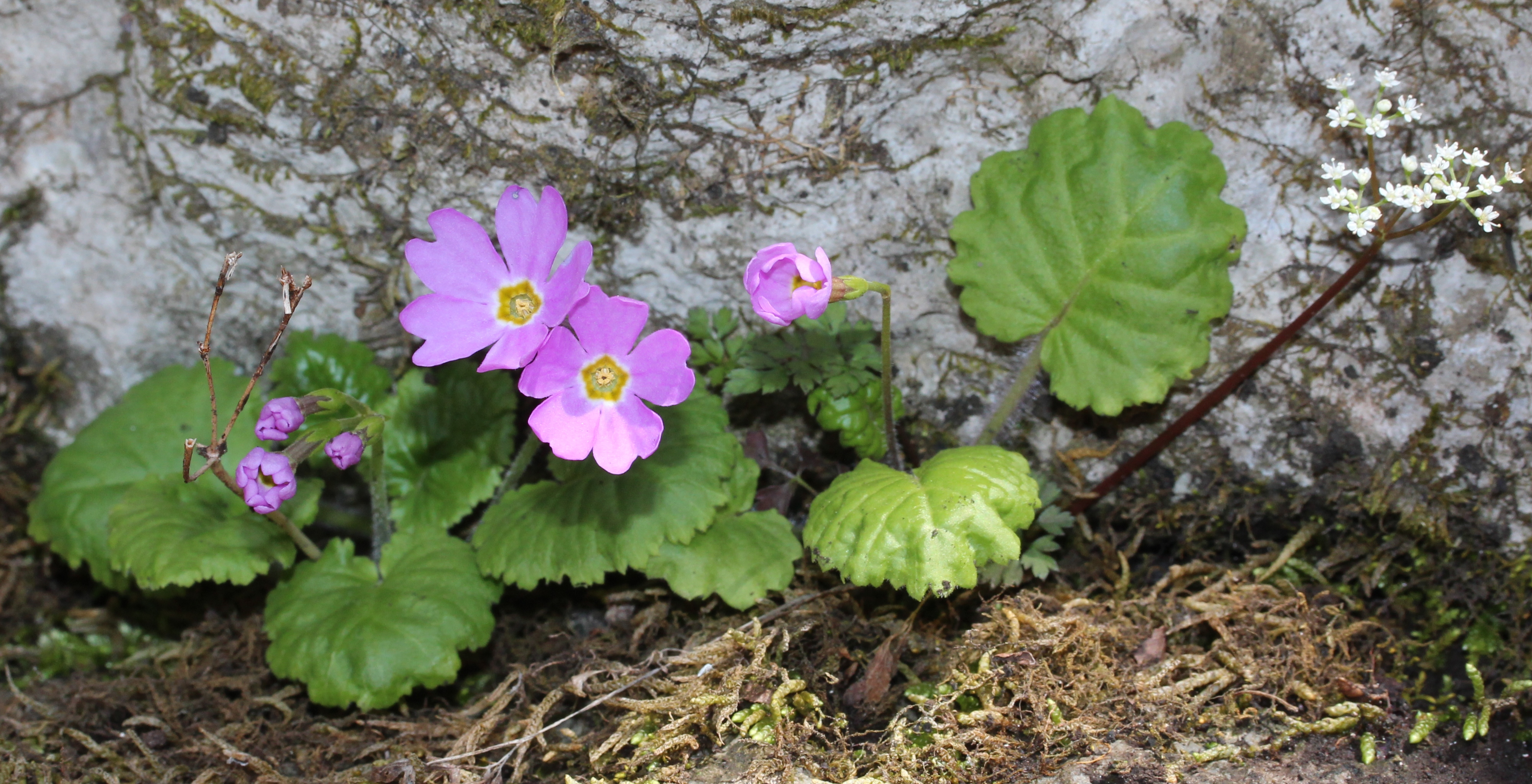
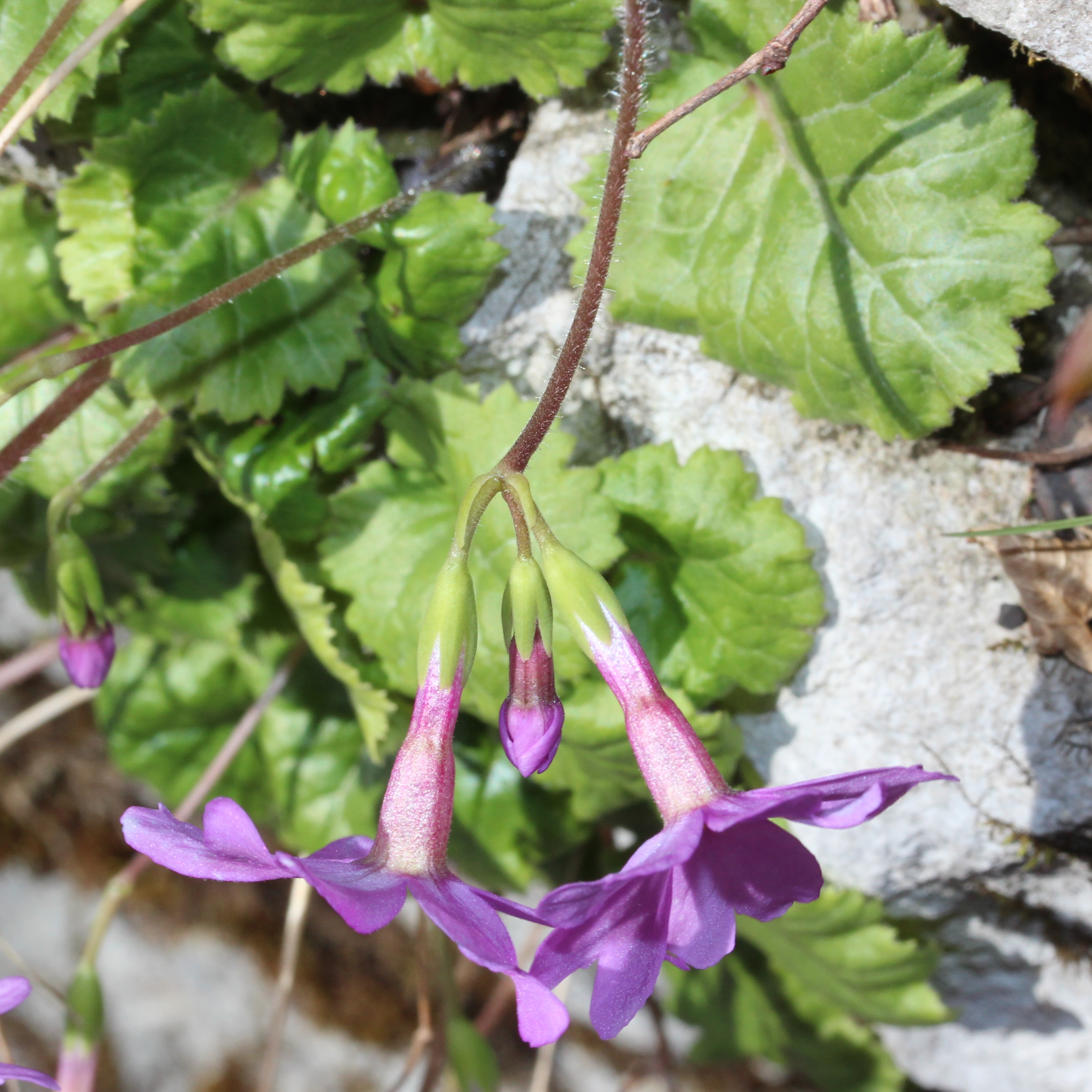
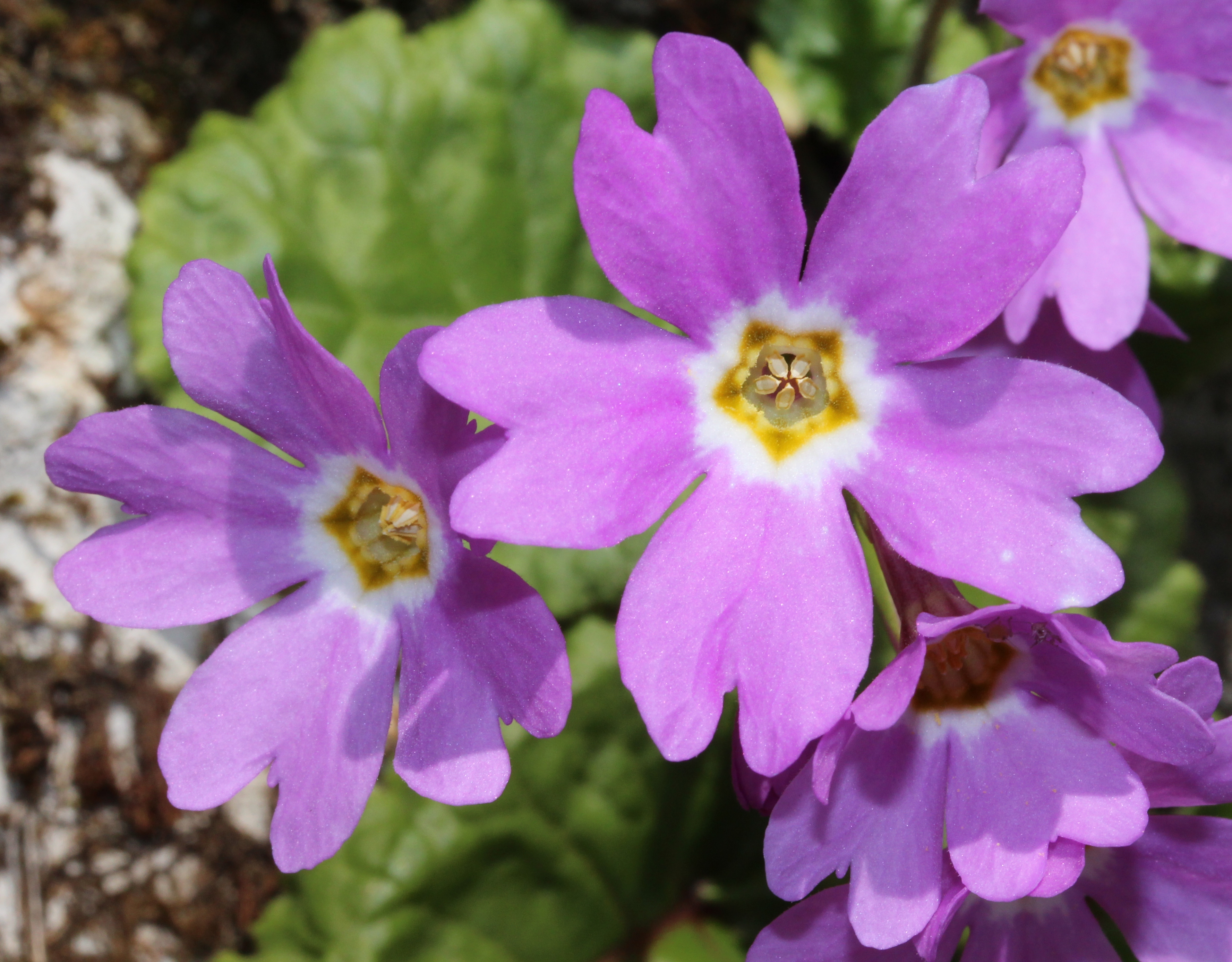
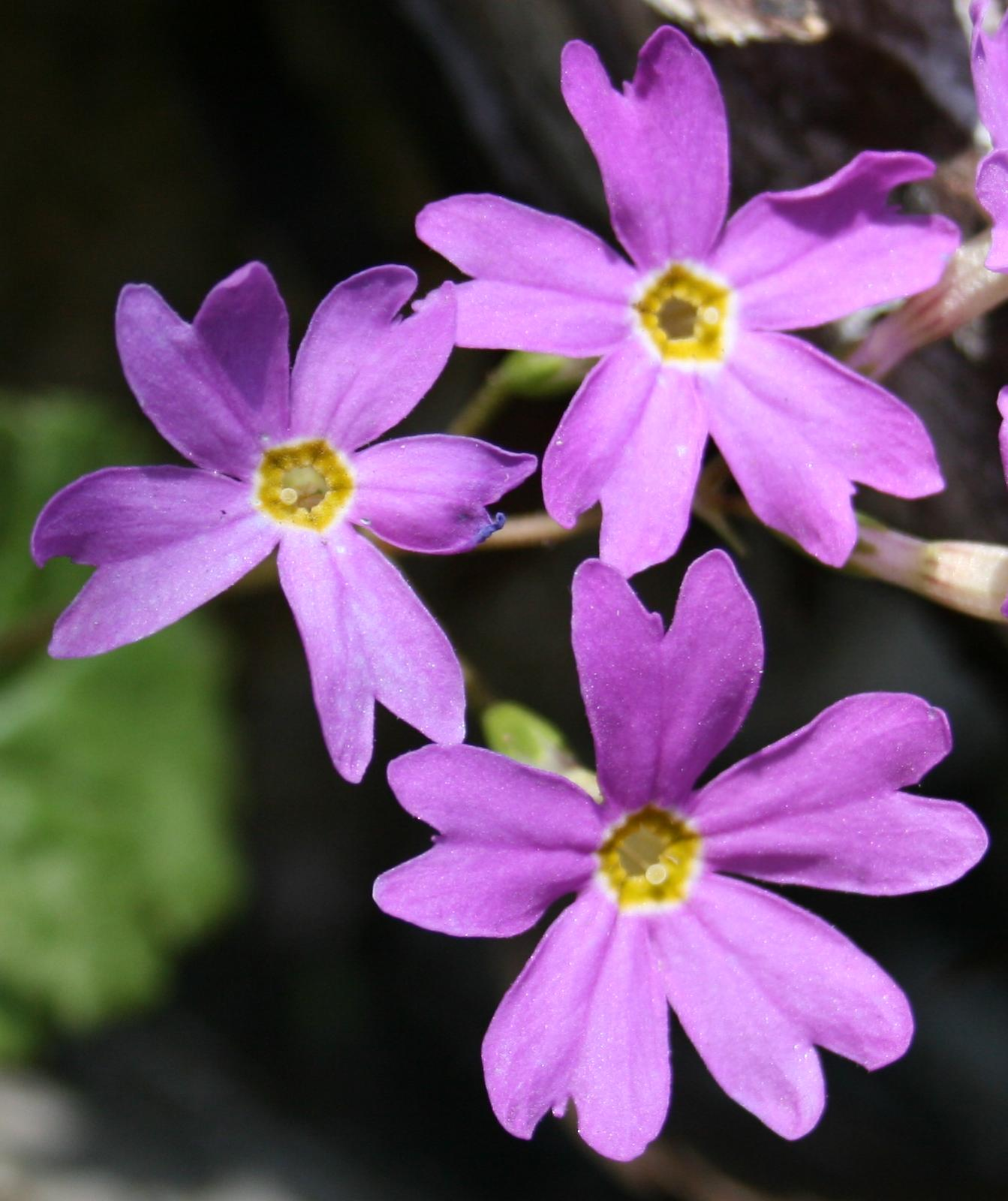